# Мой младший брат
«Мой младший брат» — советский черно-белый художественный фильм. Снят по сюжету романа Василия Аксёнова «Звёздный билет».

## Сюжет
Рассказ в фильме, как и в повести, идет от лица двух братьев Денисовых. Старший, Виктор, — молодой учёный, пользующийся уважением среди коллег и готовящийся к защите кандидатской диссертации. Младший, Дмитрий, только окончил школу и не хочет слушать ничьих советов. Без разрешения родителей, вместе с двумя друзьями он решает уехать из Москвы. В поездку с ними увязывается одноклассница Галя Бодрова, тайно влюблённая в Диму. Четвёрка друзей уезжает в Эстонию. В Таллине Алик Крамер знакомится с москвичом Иннокентием Петровым и его приятелями — известными актёрами. Галя, мечтающая стать актрисой и отложившая попытку поступления в театральный ради этой поездки, пытается «войти в актёрскую среду». В ресторане она встречает Диму, который устраивает пьяный скандал, достаточный для того, чтобы разойтись с девушкой, с которой незадолго до того обменялся любовными признаниями. Оказавшаяся без средств к существованию троица устраивается грузчиками в мебельный магазин. Поняв, что их бригадир — жулик, ребята решают уехать в эстонский рыболовецкий колхоз.
Виктор, поняв, что положения его диссертации опровергаются его же собственными исследованиями, оказывается перед выбором — публично заявить об этом или же, скрыв невыгодные факты, стать кандидатом наук. Его коллеги и руководители, с которыми он делится своими сомнениями, советуют ему защищаться. Но Виктор отказывается от защиты.
Переживающий разлуку Дима начинает ухаживать за колхозной девушкой Ульви. Неожиданно в колхозе появляется Галя. После того, как её надежды стать актрисой разбились, она разыскала Диму, надеясь на его прощение, но он ведёт себя грубо. Навестить младшего брата в колхоз заезжает Виктор, который видит, что его брат превращается в ответственного работника. Начинаются осенние штормы. Москвичи нелегко переживают непогоду, особенно страдает от неё и от качки Юрка. В разгар сильного шторма Дима случайно ловит по рации сигнал SOS: неподалёку терпит бедствие норвежский лесовоз, и капитан принимает решение идти на помощь. Понимая решительность момента, Дима выходит в эфир со словами прощения и извинения к Гале.
Виктор гибнет во время испытаний, нужно срочно лететь в Москву. Дима вспоминает юношеские мечты его и брата. Во двор дома независимо от него приходят и другие бывшие жильцы — Алик, Юра и Галя.

## В ролях
- Людмила Марченко — Галя Бодрова
- Олег Ефремов — Виктор Денисов, учёный, старший брат Димки
- Александр Збруев — Димка Денисов, младший брат Виктора
- Олег Даль — Алик Крамер
- Андрей Миронов — Юрка Попов, спортсмен-баскетболист
- Иван Савкин — Игорь Бауман, капитан траулера
- Арво Круусемент — Матти, бригадир грузчиков
- Яан Саул — Эндель, рыбак
- Виллу Томингас — Густав
- Малл Силланди — Линда
- Лейли Яэратс — Ульви, рыбачка
- Михаил Названов — Андрей Иванович, профессор
- Сергей Курилов — Иннокентий Петров, актёр
- Валентин Кулик — Долгов, актёр
- Клавдия Лепанова — Анна Андреевна Кораблёва, заслуженная актриса
- Олег Голубицкий — Борис Голубев, коллега Виктора Денисова
- Ян Янакиев — Сергей, директор мебельного магазина, картёжник

Олег Даль и Александр Збруев сыграли в фильме дебютные роли, а Андрей Миронов к тому времени уже снялся в картине «А если это любовь?».

## Съёмочная группа
- Сценарий: Василий Аксёнов, Михаил Анчаров, Александр Зархи
- Постановка: Александра Зархи
- Оператор: Анатолий Петрицкий
- Композитор: Микаэл Таривердиев
- Художник: Лев Мильчин